# Краухталь
Краухталь (нім. Krauchthal) — громада  в Швейцарії в кантоні Берн, адміністративний округ Емменталь.

## Географія
Громада розташована на відстані близько 12 км на північний схід від Берна.
Краухталь має площу 19,4 км², з яких на 7,1% дозволяється будівництво (житлове та будівництво доріг), 42,7% використовуються в сільськогосподарських цілях, 49,5% зайнято лісами, 0,6% не є продуктивними (річки, льодовики або гори).

## Демографія
2019 року в громаді мешкало 2401 особа (+4,3% порівняно з 2010 роком), іноземців було 5,7%. Густота населення становила 124 осіб/км².
За віковим діапазоном населення розподілялося таким чином: 19,5% — особи молодші 20 років, 61,8% — особи у віці 20—64 років, 18,7% — особи у віці 65 років та старші. Було 1017 помешкань (у середньому 2,3 особи в помешканні).
Із загальної кількості 514 працюючих 125 було зайнятих в первинному секторі, 98 — в обробній промисловості, 291 — в галузі послуг.